# 1800 Агілар
1800 Агіла́р (1950 RJ, 1952 BJ, 1972 XP2, 1976 YU7, 1977 AE1, 1800 Aguilar) — астероїд головного поясу, відкритий 12 вересня 1950 року.
Тіссеранів параметр щодо Юпітера — 3,534.